# Pulmonalisklep
De pulmonalisklep, valva trunci pulmonalis of pulmonaalklep is de hartklep tussen de rechterventrikel en de longslagader.

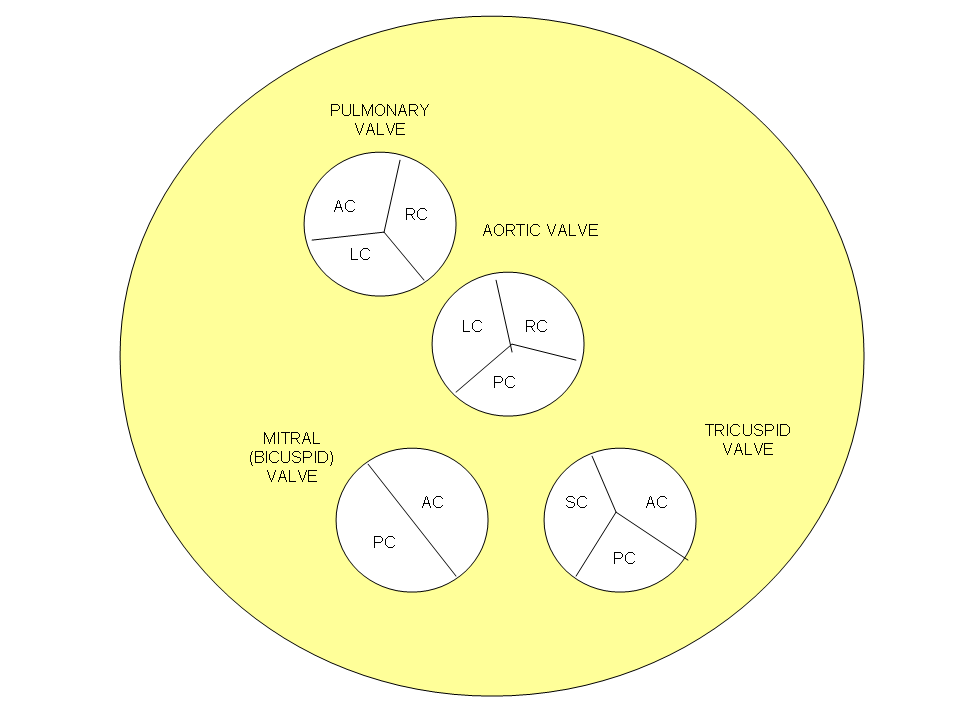
Ligging van de hartkleppen ten opzichte van elkaar.

## Bouw
Evenals de aortaklep is de pulmonalisklep opgebouwd uit drie halvemaanvormige zakjes, met de opening naar de longslagader. Als de rechterkamer samentrekt, duwt het bloed de zakjes tegen de wand en staat de klep wijd open. Als de kamer zich ontspant, worden de zakjes gevuld met bloed uit de longslagader en sluiten de opening van de longslagader af.
De pulmonalisklep bevindt zich links schuin voor de aortaklep. De aortaboog buigt zich van rechts naar links en van achter naar voor en weer naar achteren over de zich in tweeën vertakkende longslagader heen.

## Functie
De klep is gesloten tijdens de diastole en voorkomt dan dat bloed dat tijdens de systole de longslagader in is gepompt, weer wordt teruggezogen naar de rechterventrikel. Tijdens de systole staat de klep open, de sluiting als de kamers weer ontspannen, draagt bij aan de tweede harttoon en markeert het begin van de diastole. In de rechterkamer heerst  een lage druk, daarom is de bijdrage van de pulmonalisklep aan de tweede harttoon (P2) meestal minder dan die van de aortaklep (A2). Tijdens de inademing kun je de splijting van de tweede toon bij jonge mensen horen.